# ノーパンツデー
ノーパンツデー（英語：No Pants Day）は、毎年5月の最初の金曜日に世界中で行われる、下半身にズボンやスカートを履かないパンツ（下着）のみの姿で地下鉄に乗るイベントである。日本語で言うところのノーパンではない。

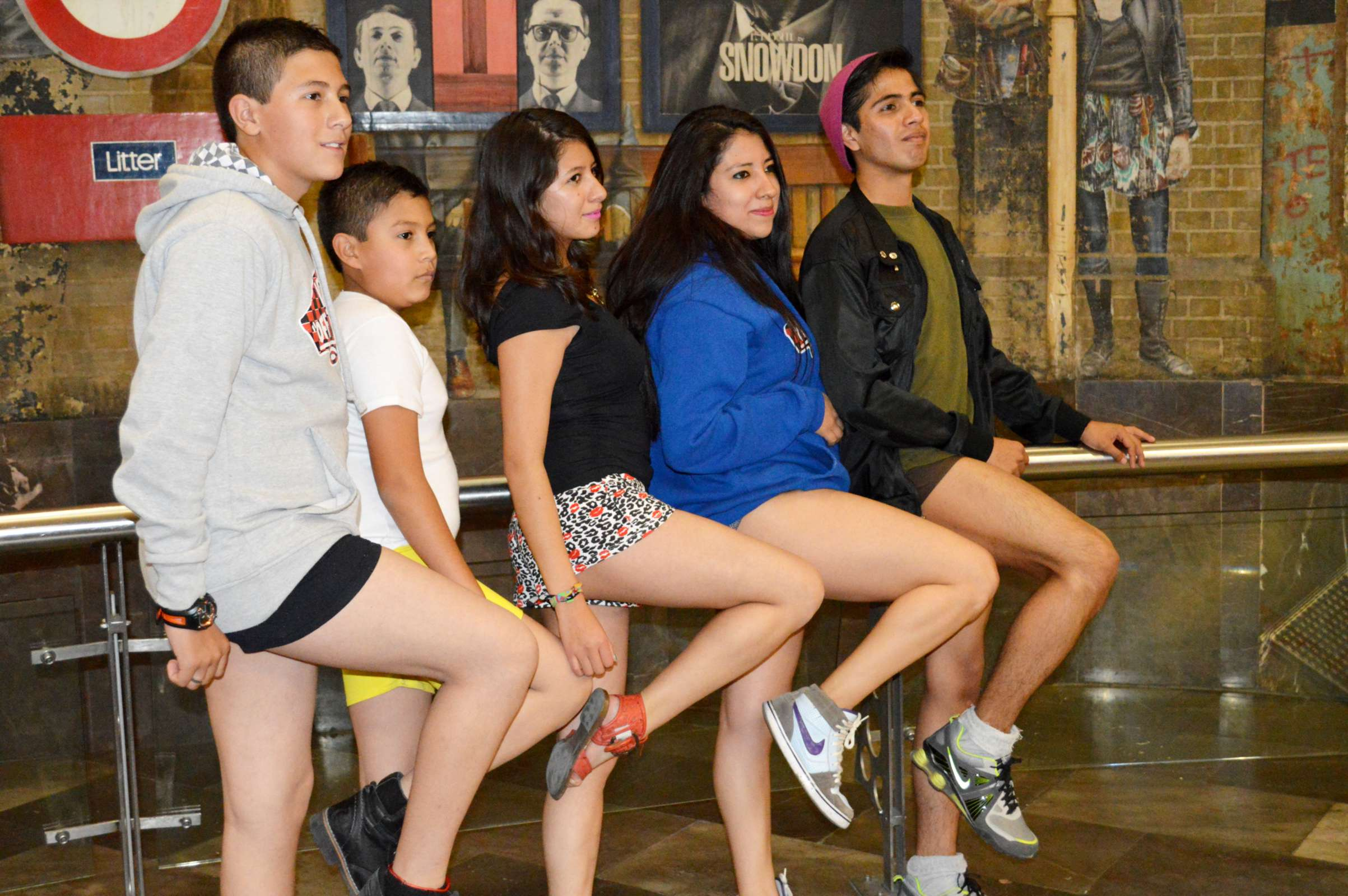
2015年、メキシコシティーでズボンを履かずに地下鉄に乗ってきた家族

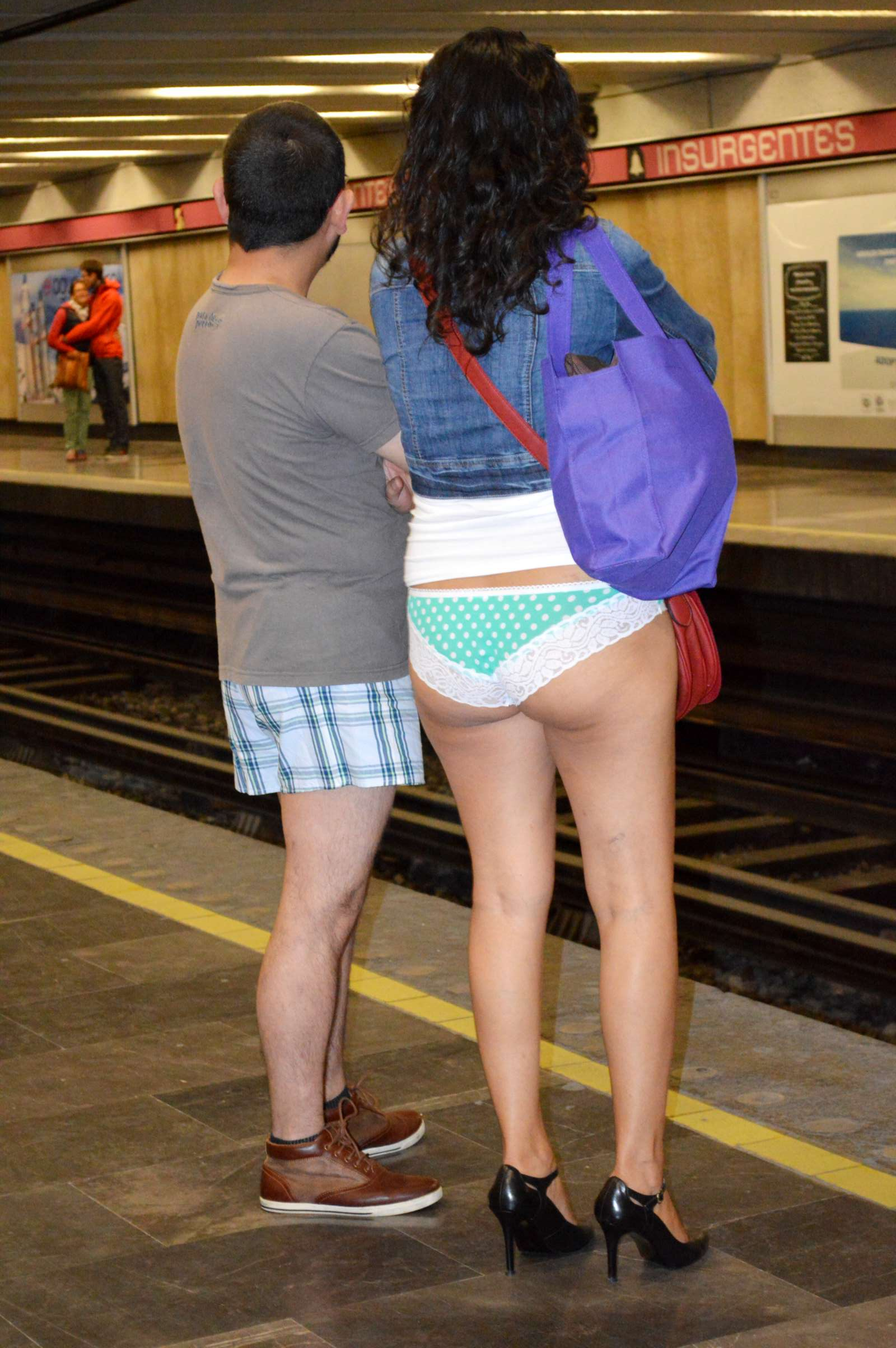
仕事場の仲間と地下鉄で電車を待つ人達。2015年.